# Nedinoschiza carinifrons
Nedinoschiza carinifrons är en stekelart som först beskrevs av Cameron 1912.  Nedinoschiza carinifrons ingår i släktet Nedinoschiza och familjen bracksteklar. Inga underarter finns listade i Catalogue of Life.